# 센트죄르지 얼베르트

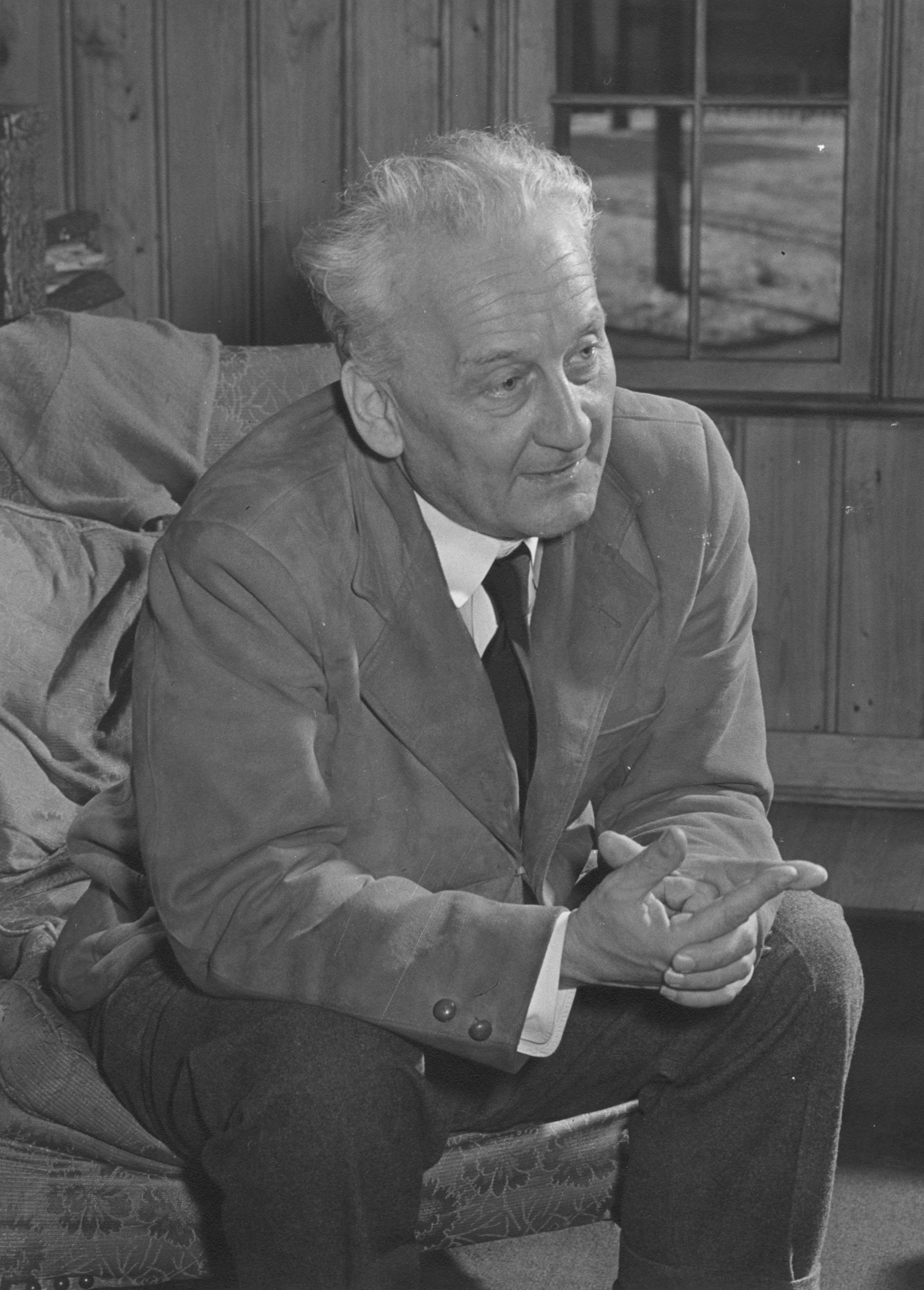
센트죄르지 얼베르트

센트죄르지 얼베르트(헝가리어: Szent-Györgyi Albert, 1893년 9월 16일 헝가리 부다페스트 ~ 1986년 10월 22일 미국 매사추세츠주 우즈홀)는 헝가리 출신의 미국으로 이주한 생리학자이다.
부다페스트 대학 재학 중에 생체의 구조에 대한 조직학적인 연구를 발표하였다. 1930년 세게드 대학 약화학 교수를 거쳐, 부다페스트 대학 교수가 되었다. 생체 산화계의 연구와 아스코르브산(비타민 C)의 발견과 근육의 연구 등 생물학적 연소에 관한 여러 발견으로, 1937년 노벨 생리학·의학상을 받았다.

## 약력
처음에는 부다페스트 의과대학에서 공부를 하지만, 외할아버지와 외삼촌이 부다페스트 대학의 해부학 교수였던 관계로 외삼촌의 연구실로 들어가 연구를 시작했다. 1914년 제1차 세계대전에 소집되었으나 부상으로 인하여 학업으로 돌아와 1917년에 학위를 취득했다. 같은 해 헝가리의 우정장관의 딸 데메니 코르네리아와 결혼했다.
전쟁 후 포조니(현재의 슬로바키아 브라티슬라바)에서 연구를 시작했다. 그러나 1919년 그곳이 체코슬로바키아 영토로 되어 추방되고 일부 대학을 전전 한 후, 흐로 닝언 대학(University of Groningen)에 머물며, 세포 호흡의 연구를 시작했다. 또한 캠브리지 대학 록펠러 재단 연구원이 되어, 1927년에 부신 유래의 환원성 물질 ("hexuronic acid"라고 불림)의 분리로 박사 학위를 취득했다.
1931년에는 클루지나포카에서 세게드로 이전하여 왕립 페렌츠 요제프 대학(현재의 국립 세게드 대학)에 일자리를 얻고, 이곳에서 연구원으로 지역 특산품인 파프리카에서 대량 정제한 "hexuronic acid"가 구조적으로는 L- 아스코르빈산이라고 하며, 또한 이것이 이전부터 알려져 있었던 항 괴혈병 인자임을 밝혔고 비타민 C라고 명명했다. 동시에 세포 호흡의 연구를 계속하여, 푸마르산 등이 호흡 반응(나중에 TCA 회로라고도 함)에서 중요한 단계를 이루는 것을 발견했다. 1937년 이러한 실적(생물학적 연소, 특히 비타민C와 푸마르산의 촉매 작용에 관한 발견)에 의해 노벨 의학 생리학상을 받았다.
1938년에는 근육의 생물물리학 연구를 시작하고, 연구원이었던 슈토라우브 페렌츠 브루노(Straub Ferenc Brunó)와 함께 2종류의 단백질.액틴과 미오신이 화합을 하면 ATP를 에너지 원으로 수축하는 것을 발견했다.
파시스트가 헝가리의 권력을 잡으면서 센트 죄르지는 유태계의 사람들을 해방시키는 활동을 시작했다. 또한 제2차 세계 대전 말기에는 총리에 의뢰를 받아 연합국과의 평화 협상의 밀명을 띠고(겉으로는 강의를 위해) 이스탄불로 향했다. 이 계획은 독일로 알려진 아돌프 히틀러로부터 체포 명령을 내려져 그는 종전까지 도망 생활을 했다.
이 경력으로 전후에는 영웅시되었고, 소련이 인정하면 대통령으로도 될 가능성이 있었다. 부다페스트 대학에 생화학과를 창립하고, 국회의원으로 선정되어, 과학아카데미의 재건에도 힘썼다. 그러나 1947년 스위스에 머무는 동안에 본국의 친구인 작가 질러히 러요시(Zilahy Lajos)의 소식을 듣고, 망명을 결심하고 결국 미국으로 이주했다.
헝가리인 사업가의 도움으로 매사추세츠 주의 우즈볼 해양생물학연구소에 연구실을 개설했다. 이후 수년간, 미국 국적이 없었고, 이전의 공산주의 정책과의 관계로 인하여 재정적의 어려움이 이어졌다. 1948년에 미국 국립 보건원(메릴랜드주 베데스타)로 겸임했다. 1950년에는 민간의 도움으로 해양생물연구소내에서 근육연구소를 설립했다.
1950년대에는 전자현미경을 사용하여 서브유닛레벨로 근육의 연구를 진행해, 1954년도 라스도카를 수상했다. 1955년에 미국으로 귀화하고(헝가리 국적은 이탈하지 않기 위해, 이중 국적이 됨), 이듬해 미국 과학 아카데미 회원이 되었다.
1950년대 이후 암 연구에도 관심을 가지고, 이것에 대해서 양자역학을 생화학에 응용하여 양자생물학을 주장했다.